# Колакі-Ветшихово
Колакі-Ветшихово (пол. Kołaki-Wietrzychowo) — село в Польщі, у гміні Малий Плоцьк Кольненського повіту Підляського воєводства.
Населення — 88 осіб (2011).
У 1975-1998 роках село належало до Ломжинського воєводства.

## Демографія
Демографічна структура станом на 31 березня 2011 року:
|          | Загалом | Допрацездатний вік | Працездатний вік | Постпрацездатний вік |
| -------- | ------- | ------------------ | ---------------- | -------------------- |
| Чоловіки | 46      | 4                  | 36               | 6                    |
| Жінки    | 42      | 11                 | 22               | 9                    |
| Разом    | 88      | 15                 | 58               | 15                   |